# Jonah Sawieh
Jonah Sawieh (ur. 24 września 1975 w Monrovii) – liberyjski piłkarz występujący na pozycji pomocnika.

## Kariera klubowa
Sawieh karierę rozpoczynał w 1993 roku w zespole Invincible Eleven. Występował tam do 1995 roku. W 1996 roku grał w drużynie Africa Sports, z którą zdobył mistrzostwo Wybrzeża Kości Słoniowej. Następnie przeszedł do szwajcarskiego FC Baden, grającego w drugiej lidze. Spędził tam sezon 1996/1997, a potem przeniósł się do niemieckiego SV Waldhof Mannheim, występującego w Regionallidze.
W trakcie sezonu 1997/1998 Sawieh został zawodnikiem Eintrachtu Frankfurt z 2. Bundesligi. Zadebiutował w niej 16 lutego 1998 w zremisowanym 0:0 meczu z Fortuną Düsseldorf. Do końca tamtego sezonu w barwach Eintrachtu rozegrał 7 ligowych spotkań. Następnie odszedł do tureckiego Kocaelisporu, grającego w pierwszej lidze. W sezonie 1999/2000 przeszedł do także pierwszoligowego İstanbulsporu, w którym występował do końca tamtego sezonu.
Potem Sawieh ponownie grał w Kocaelisporze, z którym w sezonie 2001/2002 zdobył Puchar Turcji. W kolejnych latach był zawodnikiem zespołu Al-Ahli Manama z Bahrajnu, izraelskiego Hapoelu Ironi Nir, a także liberyjskiego LISCR, z którym w 2012 roku zdobył mistrzostwo Liberii. W 2013 roku zakończył karierę.

## Kariera reprezentacyjna
W latach 1996–2004 w reprezentacji Liberii Sawieh rozegrał 3 spotkania. W 1996 roku został powołany do kadry na Puchar Narodów Afryki. Nie zagrał jednak na nim w żadnym meczu, a Liberia zakończyła turniej na fazie grupowej.